# Voz da Turquia
A Voz da Turquia (em turco:  Türkiye'nin Sesi Radyosu) é o serviço de radiodifusão internacional da Turquia, transmite em ondas curtas, por satélite e internet.